# Autobusna linija br. 243 u Zagrebu
Linija 243 (Glavni kolodvor – Kajzerica) dnevna je autobusna linija u Zagrebu.
Prometuje radnim danom i subotom na trasi: Glavni kolodvor – Ulica Hrvatske bratske zajednice – Most slobode – Avenija Većeslava Holjevca – Ulica Józsefa Antalla – Ulica Radoslava Cimermana – Remetinečka cesta – Remetinečka 15
Linija je uvedena 25. siječnja 2021. kako bi bolje povezala Kajzericu s Glavnim kolodvorom nakon preusmjerenja linije 234 koja više nije mogla voziti kroz Kajzericu nakon rekonstrukcije Remetinečkog rotora iz prometno-tehničkih razloga.

## Vanjske poveznice
- Vozni red linije 243